# Techotlalatzin
Techotlalatzin o Techotlala fue el gobernante (tlatoani) de la ciudad-estado mesoamericana de Tetzcoco desde 1331 hasta su muerte en 1399. Adoptó la cultura predominante del Valle de México, incluida la lengua náhuatl.
El hijo de Quinatzin, Techotlalatzin, continuó construyendo un tlahtohcayotl (señorío) fuerte a base de innovaciones y a una buena administración de sus dominios acolhuas, en el lado este del lago Texcoco. 
Techotlalatzin fue sucedido por su hijo, Ixtlilxochitl I, quien tuvo que enfrentar la expansión tepaneca de Tezozomoc. 
La fuente más relevante que habla del señorío chichimeca-acolhua es Fernando de Alva Ixtlilxóchitl en sus obras históricas. Sin embargo, esta información debe compararse pues presenta muchas inconsistencias; otros cronistas que ayudan a despejar el panorama son Domingo Chimalpahin, Bernardino de Sahagún, los textos de los Anales de Cuautitlán y los Anales de Tlatelolco.